# Rally van Brazilië 1981
De Rally van Brazilië 1981, formeel 3º Marlboro Rallye do Brasil, was de 3e editie van de rally van Brazilië en de achtste ronde van het wereldkampioenschap rally in 1981. Het was de 95e rally in het wereldkampioenschap rally die georganiseerd wordt door de Fédération Internationale de l'Automobile (FIA). De start en finish was in São Paulo.

## Programma
| Etappe | Datum                | Klassementsproeven | Competitieve afstand |
| ------ | -------------------- | ------------------ | -------------------- |
| 1      | Donderdag 6 augustus | n.b.               | n.b.                 |
| 2      | Vrijdag 7 augustus   | n.b.               | n.b.                 |
| 3      | Zaterdag 8 augustus  | n.b.               | n.b.                 |
|        |                      |                    |                      |
| Totaal | Totaal               | 21                 | 714,00 kilometer     |

- Noot: Indeling van de klassementsproeven over de dagen is onbekend.

## Resultaten
| Algemene top tien | Algemene top tien | Algemene top tien    | Algemene top tien    | Algemene top tien | Algemene top tien | Algemene top tien | Algemene top tien |
| Pos.              | #                 | Rijder               | Auto                 | Gr/kl             | Tijd              | Eerste            | Punten            |
| Pos.              | #                 | Navigator            | Inschrijving         | Gr/kl             | Straftijd         | Vorige            | Punten            |
| ----------------- | ----------------- | -------------------- | -------------------- | ----------------- | ----------------- | ----------------- | ----------------- |
| 1.                | 2                 | Ari Vatanen          | Ford Escort RS1800   | 4/3               | 9:39:40           | 0:00              | 20                |
| 1.                | 2                 | David Richards       | Rothmans Rally Team  | 4/3               |                   | =                 | 20                |
| 2.                | 1                 | Guy Fréquelin        | Talbot Sunbeam Lotus | 2/4               | 9:48:11           | + 8:31            | 15                |
| 2.                | 1                 | Jean Todt            | Talbot Sport         | 2/4               |                   | + 8:31            | 15                |
| 3.                | 6                 | Domingo De Vitta     | Ford Escort RS       | 4/3               | 10:19:46          | + 40:06           | 12                |
| 3.                | 6                 | Daniel Muzio         | Domingo De Vitta     | 4/3               |                   | + 31:35           | 12                |
| 4.                | 4                 | Jorge Recalde        | Datsun 160J          | 2/3               | 10:46:50          | + 1:07:10         | 10                |
| 4.                | 4                 | Jorge del Buono      | Jorge Recalde        | 2/3               |                   | + 27:04           | 10                |
| 5.                | 8                 | Carlos Torres        | Ford Escort RS2000   | 1/3               | 11:10:45          | + 1:31:05         | 8                 |
| 5.                | 8                 | António Morais       | Carlos Torres        | 1/3               |                   | + 13:55           | 8                 |
| 6.                | 22                | Gustavo Trelles      | Fiat 147             | 2/2               | 12:06:35          | + 2:26:55         | 6                 |
| 6.                | 22                | Luís Caulim          | Gustavo Trelles      | 2/2               |                   | + 55:50           | 6                 |
| 7.                | 18                | Horacio Maglione     | Peugeot 504          | 2/3               | 12:26:04          | + 2:46:24         | 4                 |
| 7.                | 18                | Javier Concepcíon    | Horacio Maglione     | 2/3               |                   | + 19:29           | 4                 |
| 8.                | 12                | Julio Berges         | Fiat 147             | 2/2               | 12:35:15          | + 2:55:35         | 3                 |
| 8.                | 12                | Ricardo Ivetich      | Julio Berges         | 2/2               |                   | + 11:11           | 3                 |
| 9.                | 35                | Maria Carmo Zacarias | Volkswagen Gol 1.6   | 2/3               | 13:22:24          | + 3:42:44         | 2                 |
| 9.                | 35                | Zilda Zacarias       | Maria Carmo Zacarias | 2/3               |                   | + 46:59           | 2                 |
| DNF top tien      |                   |                      |                      |                   |                   |                   |                   |
| Pos.              | #                 | Rijder               | Auto                 | Gr/kl             | KP                | Reden             | Reden             |
| Pos.              | #                 | Navigator            | Inschrijving         | Gr/kl             | KP                | Reden             | Reden             |
| DNF               | 3                 | Shekhar Mehta        | Datsun Violet GT     | 4/3               | 10                | Koppakking        | Koppakking        |
| DNF               | 3                 | Yvonne Mehta         | Shekhar Mehta        | 4/3               | 10                | Koppakking        | Koppakking        |
| EX                | 11                | Jorge Ullmann        | Fiat 147             | 2/2               | 15                | Uitgesloten       | Uitgesloten       |
| EX                | 11                | Carlos Weck          | Jorge Ullmann        | 2/2               | 15                | Uitgesloten       | Uitgesloten       |
| DNF               | 17                | Francisco Mayorga    | Saab 900 Turbo       | 1/4               | 6                 | Dynamo            | Dynamo            |
| DNF               | 17                | Hector Prado         | Francisco Mayorga    | 1/4               | 6                 | Dynamo            | Dynamo            |
| DNF               | 20                | Eduardo Gómez        | Fiat 147             | 2/2               | 5                 | Ongeluk           | Ongeluk           |
| DNF               | 20                | Luís Gagnoni         | Eduardo Gómez        | 2/2               | 5                 | Ongeluk           | Ongeluk           |

- Noot: Auto's die met alcohol aangedreven brandstof deelnamen, werden vanwege reglementaire onduidelijkheden niet geklasseerd, en staan dus ook niet vermeld in de eindstand.

## Statistieken
- Noot: Overzicht van de klassementsproeven en betreffende winnaars zijn onbekend.

| KP overwinningen | KP overwinningen |
| Rijder           | Aantal           |
| ---------------- | ---------------- |
| Ari Vatanen      | 11               |
| Guy Fréquelin    | 8                |
| Domingo De Vitta | 1                |

## Kampioenschap standen

#### Rijders
|   | Pos. | Rijder           | Pnt. |
| - | ---- | ---------------- | ---- |
| = | 1    | Guy Fréquelin    | 81   |
| 2 | 2    | Ari Vatanen      | 55   |
| 1 | 3    | Shekhar Mehta    | 43   |
| 1 | 4    | Markku Alén      | 39   |
| = | 5    | Bernard Darniche | 26   |

#### Constructeurs
|   | Pos. | Constructeur | Pnt. |
| - | ---- | ------------ | ---- |
| = | 1    | Talbot       | 84   |
| = | 2    | Datsun       | 76   |
| = | 3    | Ford         | 55   |
| = | 4    | Renault      | 50   |
| = | 5    | Opel         | 46   |

- Noot: Enkel de top 5-posities worden in beide standen weergegeven.